# Граудс, Янис Микелович
Янис Микелович Гра́удс (1904—1978) — латвийский советский артист балета. Заслуженный артист Латвийской ССР (1956).

## Биография
Родился 18 ноября (1 декабря) 1904 года на хуторе Ошлеяс (ныне Латвия). В 1933 году окончил балетную школу при Национальной опере. В 1939 году совершенствовался в Париже у О. И. Преображенской и Д. Морены. В 1930—1961 годах в балетной труппе рижского Театра оперы и балета. В 1930-е годы гастролировал в Швеции, Польше. С 1962 года преподавал в РХУ. Умер 19 января 1978 года в Риге.

## Балетные партии
- «Лебединое озеро» П. И. Чайковского — Зигфрид
- «Спящая красавица» П. И. Чайковского — Дезире
- «Дон Кихот» Л. Ф. Минкуса — Базиль
- «Соловей и роза» А. Я. Калниня — Соловей
- «Бахчисарайский фонтан» Б. В. Асафьева — Гирей
- «Сакта свободы» А. П. Скулте — Земгус
- «Лайма» А. Я. Лепина — Аустрис
- «На берегу моря» Ю. Юзелюнаса — Крезас
- «Ригонда» Р. С. Гринблата — Хитахи
- «Спартак» А. И. Хачатуряна — Красс

## Награды и премии
- заслуженный артист Латвийской ССР (1956).
- Сталинская премия второй степени (1951) — за исполнение партии Земгуса в балетном спектакле «Сакта свободы» А. П. Скулте (1950) на сцене ГАТОБ Латвийской ССР.